# Hildegard Cornelsen

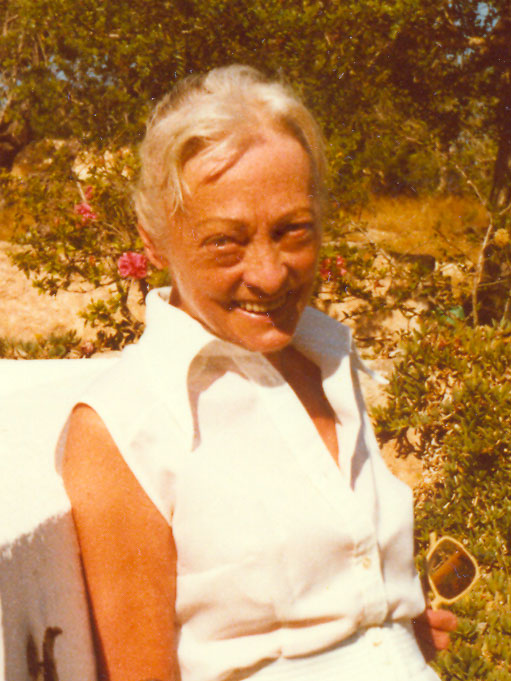
Hildegard Cornelsen, 1981

Hildegard Cornelsen, geborene Hildegard Friedrichs, (* 21. November 1905 in Lübeck; † 28. September 1981 auf Ibiza) war eine deutsche Schulbuchautorin, Verlegerin und Grafikerin.

## Leben
In Lübeck als Tochter des Architekten Arthur Friedrichs und seiner Ehefrau Marie geboren, besuchte sie das Lyzeum und danach die Kunstgewerbeschule in Stuttgart, wo sie Textilentwurf erlernte. Anschließend ging sie nach Paris, studierte an der Akademie Malerei und verdiente ihren Unterhalt mit Zeichnungen für deutsche Modezeitschriften.
1938 heiratete sie in Berlin den Diplomingenieur Franz Cornelsen, der während des Krieges Leiter der Auslandsabteilung von Siemens in Berlin war. Nach dem Krieg gründete Franz Cornelsen zusammen mit Gert H. Theunissen und Sinus Sinodoru zunächst den Minerva-Verlag für schöngeistige Literatur und bald danach mit seiner Frau Hildegard in der Künstlerkolonie Berlin-Wilmersdorf den Cornelsen Verlag für Schulbücher. Die allerersten Anfänge des Verlages beschreibt Marta Hillers alias „Anonyma“ in ihrem berühmten „Tagebuch“ ab der Eintragung vom 21. Mai 1945, wobei Hillers Pseudonyme verwendete.
1947 adoptierte sie zusammen mit ihrem Mann ihren Neffen Dirk Cornelsen. Dessen Eltern, Carla Haufe – Schwester Hildegard Cornelsens – und Heinz Haufe, Schauspieler, Regisseur in Stuttgart und zuletzt Intendant am Grenzlandtheater in Zittau, hatten sich 1945 auf der Flucht vor der sowjetischen Armee im Beisein des Kindes das Leben genommen.
1981 starb Hildegard Cornelsen im Alter von 75 Jahren. Sie ist neben ihrem Ehemann Franz Cornelsen, der 1989 starb, auf dem Friedhof Schmargendorf beerdigt.

## Werk
1948 veröffentlichte sie – zunächst zusammen mit dem Anglisten Kurt Spangenberg – den ersten Band des damals völlig neuartigen, amüsanten Englisch-Lehrbuchs Peter Pim and Billy Ball, dessen Hauptcharaktere zwei Freunde sind. Das Werk wurde zu einem der erfolgreichsten und meistverkauften Schulbücher der Bundesrepublik, mit Hilfe dessen viele Generationen deutscher Schüler Englisch lernten. Jahrzehntelang war es eine tragende Säule des Verlages und ein Garant seines Erfolges (das Nachfolgewerk hat den Titel English). Anfangs illustrierte Hildegard Cornelsen die Bände dieses Unterrichtswerks, später schrieb sie auch – mit Unterstützung von Anglisten und Lehrern – den Text der zahlreichen Bände von Peter Pim and Billy Ball (Touring England, Peter Pim in the U.S.A. u. a.) selbst. Gemeinsam mit dem Anglisten Adolf Lamprecht veröffentlichte sie 1963 auch eine Englisch-Grammatik unter dem Titel Present-day English. A short pictorial grammar. Die Bücher erschienen unter ihrem Geburtsnamen Hildegard Friedrichs.

## Publikationen (Auswahl)
- Marta Hillers: Wir lernen Russisch. Eine Sprachfibel für Anfänger. Zeichnungen von Hildegard Friedrichs. Hrsg. im Auftrage der Deutschen Verwaltung für Volksbildung in der Sowjetischen Besatzungszone. Leipzig 1945
- Kurt Spangenberg: Peter Pim and Billy Ball. Englisches Lehrbuch für Jungen und Mädchen. Bild und Gestaltung: Hildegard Friedrichs. Berlin 1948
- Hildegard Friedrichs / Kurt Spangenberg: Peter Pim and Billy Ball. Touring England. Englisches Lehrbuch für Jungen und Mädchen. Text, Gestaltung und Zeichnungen: Hildegard Friedrichs. Berlin-Bielefeld 1951
- Hildegard Friedrichs: Peter Pim in the USA. Englisches Lehrbuch für Jungen und Mädchen. Text, Gestaltung und Zeichnungen: Hildegard Friedrichs. Berlin-Bielefeld 1952
- Adolf Lamprecht / Hildegard Friedrichs: present-day English. a short pictorial grammar. Berlin-Bielefeld 1963
- Hildegard Friedrichs: English. H1-H5. Zeichnungen: Hans Kossatz. Berlin 1970
- Hildegard Friedrichs: English on your way. Berlin 1975